# Italo de Feo
Italo de Feo, nome completo Italo Arturo Alfredo de Feo (Mirabella Eclano, 30 aprile 1912 – Roma, 6 marzo 1985), è stato uno scrittore, critico letterario, saggista e giornalista italiano.
Era padre della giornalista ed ex senatrice Diana de Feo, nonché suocero dell'ex conduttore del TG1 e del TG4 Emilio Fede.

## Biografia
Si era laureato a Napoli in giurisprudenza, filosofia e lingue orientali ed era stato allievo di Adolfo Omodeo, negli anni in cui tale storico teneva i suoi corsi sulla Restaurazione francese, e di Benedetto Croce.
Ad interrompere la sua attività di insegnante, a causa delle sue idee giudicate non troppo ortodosse, fu il regime fascista nel 1933.
Arrestato e deferito al Tribunale Speciale, Italo de Feo trascorse una parte della sua esistenza a Cagli, in provincia di Pesaro e Urbino, dove giunse nell'autunno del 1933 per insegnare al ginnasio inferiore. Di quel periodo ebbe a conservare un particolare ricordo, come rammentano anche i suoi amici fraterni e del quale è una sua diretta testimonianza nell'articolo Ricordo di Cagli edito nell'agosto 1963 per un periodico locale. Il 20 novembre 2010, gli è stata conferita la cittadinanza onoraria alla memoria da parte del Comune di Cagli, con pubblica cerimonia alla presenza dei suoi figli.

### Attività politica
Prende corpo così l'impegno politico di de Feo, che l'8 settembre 1943 è a Napoli da dove parte per ricoprire dapprima il ruolo di capo dell'ufficio stampa del Comitato di Liberazione Nazionale (CLN), che raggruppa i partiti antifascisti, dai liberali ai comunisti. Diventa, inoltre, membro della Commissione nazionale della stampa, capo dell'ufficio radio della Presidenza del Consiglio, fu dal 1944 fino al 1947 segretario e stretto collaboratore di Palmiro Togliatti.
La conoscenza diretta di taluni eventi comportò tra la fine del 1946 e la primavera del 1947 la rottura con il PCI. Delle motivazioni di tale scelta, avvertita da de Feo come ineluttabile, sarà tempo dopo lo stesso de Feo a narrarne nel libro Tre anni con Togliatti. Egli scrive:
(I. De Feo, Tre anni con Togliatti, Milano, 1971)
Della sospensione da ogni attività di partito, scrive de Feo,
La volontà di non arrendersi porta de Feo nel partito socialriformista di Giuseppe Saragat (del quale fu amico e consigliere) nato dalla scissione maturata a palazzo Barberini con i socialisti di Pietro Nenni che avrebbero atteso i fatti del 1956 dell'invasione sovietica dell'Ungheria per una loro decisa presa di posizione.

### Attività culturale
Della RAI, della quale era stato uno dei primi organizzatori, fu direttore per poi passare alla vicepresidenza. Incarico quest'ultimo che ricoprì per undici anni dal 1964. In seno alla Regione Lombardia svolse l'ufficio di consigliere per il partito socialdemocratico.
Nel 1985, poche settimane prima di morire, aveva concordato la relazione che avrebbe tenuto quale Presidente del Sindacato Libero Scrittori Italiani. In questa, sostiene Francesco Grisi, vi è l'insegnamento di de Feo quando afferma
Teneva in maniera particolare a tale Sindacato che aveva sostenuto e promosso fin dal 1971 (anno della sua costituzione) e del quale fu il massimo riferimento. Rammenta ancora Francesco Grisi che quando nel febbraio di quell'anno si recò da Italo de Feo per sottoporgli l'iniziativa, lui senza esitazioni esclamò
Il suo credo politico si sostanziava in idee circa una libertà che non può tramutarsi in deresponsabilizzazione a fini egoistici e che va conquistata e difesa specie dalla silenziosa erosione quotidiana. Egli andava affermando, infatti, che
In un altro suo testo dal titolo Diario politico chiarisce che
Tali principi permeano tutta l'attività di de Feo scrittore, critico, saggista, pubblicista ma anche autore e promotore di numerose pubblicazioni, saggi, pellicole su personaggi storici e politici, su scrittori e letterati, sul giornalismo e sulla cultura in genere. In campo televisivo è stato autore di molti programmi e film per la televisione alcuni dei quali hanno conseguito un successo internazionale.
L'attività giornalistica lo portò a collaborare con Time, Life, Il Giornale d'Italia, La Gazzetta del Popolo, Il Resto del Carlino, il Giornale di Brescia e La Nazione.
Della sua produzione letteraria vanno anche ricordati Venti secoli di giornalismo, L'Italia dei nostri nonni, L'Italia di Giolitti, Croce e il suo mondo, L'ultima Italia, Giovanna d'Angiò regina di Napoli, Cavour l'uomo e l'opera.
L'uomo, di corporatura minuta con occhi descritti come estremamente mobili e con lo sguardo pungente che seguiva attento l'interlocutore e sembrava anticipare la risposta prima che la domanda finisse, poco prima di terminare i suoi giorni, sul letto di morte, ebbe a dire "io non sono cristiano, ma mi sforzo di esserlo" richiamando così la famosa massima di Croce il quale per qualificare il suo liberismo asseriva "non possiamo non dirci cristiani".

## Opere
- Applicazioni dialettiche al concetto di Stato nell'opera del Montesquieu e del Rousseau, Napoli, 1935
- Aspects de l'œuvre d'Anatole France, Napoli, 1935
- Introduzione critica al Discorso sul metodo, Napoli, 1936
- Materialismo storico e critica idealistica, Napoli, Humus, 1944
- Antologia Marx-Engels, Roma, Ed. Della Bussola, 1946
- L'Italia dei nostri nonni, Roma, Canesi,  1962
- Venti secoli di giornalismo. Le grandi firme e i grandi reportages della storia, Canesi, Roma, Canesi, 1962
- Luigi Preti e I. de Feo (a cura di), Giuseppe Saragat. Quaranta anni di lotta per la democrazia: scritti e discorsi 1925-1965, Milano, Mursia, 1965
- Benedetto Croce e il suo mondo, Torino, ERI, 1966
- L'Italia di Giolitti, Torino, E.R.I., 1966
- L'ultima Italia, Torino, ERI, 1967
- Giovanna D'Angio regina di Napoli, Napoli, Fausto Fiorentino Editore, 1968
- Cavour. L'uomo e l'opera, Mondadori, Milano, 1969
- Mito e storia nella poesia di Virgilio, Mantova, 1984
- Il Maschio Angioino centro storico di Napoli, Napoli, 1969
- Roma 1870. L'Italia dalla morte di Cavour a Porta Pia, Milano, Mursia, 1970
- Tre anni con Togliatti, Milano, Mursia, 1971
- Leopardi. L'uomo e l'opera, Milano, Mondadori, 1972
- Diario politico. 1943-1948, Milano, Rusconi, 1973
- Manzoni. L'uomo e l'opera, II ed., Milano, Mondadori, 1973
- I. de Feo e Ugo Fasolo, Manzoni ieri Manzoni oggi, Mantova, 1974
- Croce. L'uomo e l'opera, Milano, Mondadori, 1975
- Umanesimo e computer nella cultura di domani, Roma, 1985
- Sisto V. Un grande papa tra Rinascimento e barocco, Milano, Mursia, 1987

## Onorificenze e riconoscimenti
- Cittadinanza onoraria alla memoria dalla città di Cagli (Consiglio Comunale di Cagli, Delibera n. 52 del 29.09.2010).